# Amoebidae
Os amébidos ou Amoebidae são uma família de microorganismos eucarióticos do grupo dos amoebozoa, na qual se incluem os ameboides que produzem inúmeros pseudópodes de comprimento indeterminado. Os seus pseudópodes são quase cilíndricos com endoplasma granular e sem subpseudópodes como os que se encontram noutros membros da classe Tubulinea. Durante a locomoção um pseudópode é geralmente o dominante e os outros retraem-se à medida que o corpo se desloca. Em alguns casos a célula move-se como se "caminhasse", utilizando pseudópodes relativamente constantes que lhe servem como um tipo de "patas".
Os gêneros mais importantes na família são Amoeba e Chaos, que se diferenciam dos demais por terem cristas longitudinais.
Algumas fontes incluem neste grupo a Dictyostelium discoideum.